# Something in Her Eye
Pour plus de détails, voir Fiche technique et Distribution.
Something in Her Eye est une comédie du cinéma muet américain sortie en 1915.

## Fiche technique
- Titre : Something in Her Eye
- Société de production : Novelty Film Company
- Pays d’origine : États-Unis
- Langue : titres en anglais
- Format : Noir et blanc - 35 mm - 1,33:1  -  Muet
- Genre : comédie
- Longueur : une bobine
- Date de sortie : 
  - États-Unis : 10 novembre 1915

## Distribution
- Billie Rhodes : Trixie Gale
- Oliver Hardy : l'épicier